# تحت جناح السرية (مسلسل كوري)
تحت جناح السرية (اللغة الكورية:언더커버)؛ هو مسلسل تلفزيوني كوري جنوبي لعام 2021. وهو نسخة جديدة من مسلسل درامي تلفزيوني بريطاني لقناة بي بي سي لعام 2016. عرض على قناة جاي تي بي سي في 23 أبريل 2021، بث يومي الجمعة والسبت من الساعة 23:00 بتوقيت كوريا الجنوبية (KST).

## القصة
تدور أحداث الدراما حول «هان جونج هيون» عميل الاستخبارات، أثناء دراسته في كلية الشرطة، تم اختياره من قبل جهاز المخابرات الوطنية، ثم عمل بقضية سرية للغاية، وقابل «تشوي يون سو» باسمه المستعار، وهي محامية حقوق مدنية تسعى لتحقيق العدالة، رُشحت لمنصب رئيس وحدة التحقيق في فساد موظفي الخدمة المدنية، وبسبب ترشيحها، تصبح هوية زوجها الحقيقية مُقحمة في موقع لا يمكن السيطرة عليه.

## بطولة
- جي جين هي بدور هان جيونغ هيون عميل في جهاز المخابرات الوطنية (كوريا الجنوبية) سابقًا وكالة تخطيط الأمن القومي (يون وو جين بدور هان جيونج هيون الصغير).[7][8]
- كيم هيون جو بدور تشوي ايون سوو محامية حقوق الإنسان وأول موظف مدنية. (هان سون هوا في دور تشوي يون سو الصغيرة).[9]
- جونغ مان سيك مثل دو جونغ جيول.
- هان جو أون بدور كو ايون جو، عميلة سرية (بارك كيونغ ري بدور كو ايون جو الصغيرة).[9]
- كيم سوو جين في دور مين سانغ أه، أفضل صديق لـ تشوي ايون سوو في الكلية، ومراسلة سياسية لإحدى وسائل الإعلام الكبرى. (هان بو باي بدور مين سانغ آه الصغيرة).[10]

## المشاهدات
| الموسم | الموسم | رقم الحلقة | رقم الحلقة | رقم الحلقة | رقم الحلقة | رقم الحلقة | رقم الحلقة | رقم الحلقة | رقم الحلقة | رقم الحلقة | رقم الحلقة | رقم الحلقة | رقم الحلقة | رقم الحلقة | رقم الحلقة | رقم الحلقة | رقم الحلقة | المتوسط |
| الموسم | الموسم | 1          | 2          | 3          | 4          | 5          | 6          | 7          | 8          | 9          | 10         | 11         | 12         | 13         | 14         | 15         | 16         | المتوسط |
| ------ | ------ | ---------- | ---------- | ---------- | ---------- | ---------- | ---------- | ---------- | ---------- | ---------- | ---------- | ---------- | ---------- | ---------- | ---------- | ---------- | ---------- | ------- |
|        | 1      | 763        | 816        | 583        | 736        | 627        | 903        | 628        | 862        | 773        | 988        | 793        | 818        | 847        | 916        | 769        | 1163       | 812     |

| الحلقة | تاريخ البث الأصلي | متوسط حصة الجمهور | متوسط حصة الجمهور |
| الحلقة | تاريخ البث الأصلي | AGB Nielsen       | AGB Nielsen       |
| الحلقة | تاريخ البث الأصلي | على الصعيد الوطني | سيئول             |
| ------ | ----------------- | ----------------- | ----------------- |
| 1      | 23 أبريل 2021     | 3.471%            | 4.139%            |
| 2      | 24 أبريل 2021     | 3.785%            | 4.866%            |
| 3      | 30 مايو 2021      | 2.841%            | 3.355%            |
| 4      | 1 مايو 2021       | 3.367%            | 4.283%            |
| 5      | 7 مايو 2021       | 2.885%            | 3.466%            |
| 6      | 8 مايو 2021       | 4.243%            | 5.115%            |
| 7      | 14 مايو 2021      | 3.041%            | 3.963%            |
| 8      | 15 مايو 2021      | 4.175%            | 5.555%            |
| 9      | 21 مايو 2021      | 3.777%            | 4.471%            |
| 10     | 22 مايو 2021      | 4.187%            | 4.939%            |
| 11     | 28 مايو 2021      | 3.768%            | 4.503%            |
| 12     | 29 مايو 2021      | 3.816%            | 4.696%            |
| 13     | 4 يونيو 2021      | 3.922%            | 4.437%            |
| 14     | 5 يونيو 2021      | 4.517%            | 5.279%            |
| 15     | 11 يونيو 2021     | 3.916%            | 4.645%            |
| 16     | 12 يونيو 2021     | 5.229%            | 6.115%            |
| معدل   | معدل              | 3.806%            | 4.614%            |

## الإنتاج

### صناعة
هذه الدراما هي إعادة إنتاج للمسلسل التلفزيوني البريطاني “Undercover “ الذي تم بثه على BBC One لعام 2021.
في سبتمبر أعلنت BBC عن إعادة إنتاج الدراما السياسية الناجحة (Undercover) بتنسيق مع قناة JTBC.
يمثل هذا أول بيع وتنسيق عالمي لمسلسل Undercover 2016 وثالث تعاون درامي بين BBC Studios وقناة JTBC.
سيتم إنتاج النسخة الكورية من Undercover 2016 بالشراكة مع شركة إنتاج الدراما المحلية Story TV وJTBC Studios المشهورة بتطوير وإنتاج الأعمال الدرامية عالية الجودة مع كتاب مبدعين ومنتجين ماهرين في كوريا الجنوبية.
يقول كيم هيونغ تشول، المنتج التنفيذي في JTBC Studios «يسعدنا العمل مع BBC Studios ، لجلب دراما بريطانية كبيرة مثلها إلى السوق المحلي على قناة JTBC. نحن نعمل مع ممثلين وكتاب ومنتجين رائعين لإعادة إنتاج المسلسل لصالح الجمهور المحلي، ونعتقد أن Undercover سيكون لها إستقبال جيدًا لدى الجماهير في كوريا الجنوبية».

### طاقم
في 5 مايو، ذكرت واي إن كي إنترتاينمنت، انه عرض على الممثلة كيم هيون جو دور البطولة بجانب جي جين هي. في يوليو، أعلنت JTBC أنه مع انضمام ايون وو جين وهان سون هوا، اكتمل طاقم المسلسل.

## روابط خارجية
- تحت جناح السرية على موقع IMDb (الإنجليزية)
- تحت جناح السرية على موقع كينوبويسك (الروسية)
- تحت جناح السرية على موقع قاعدة بيانات الفيلم (الإنجليزية)